# Durham (CDP, New Hampshire)
Durham CDP ist ein Census-designated place (CDP) in der Town of Durham im Strafford County im US-Bundesstaat New Hampshire. Die Volkszählung von 2020 erfasste 11.147 Einwohner. Der CDP wurde im Jahr 2002 erstmals vom Census definiert. Er umfasst den Kernort der Town of Durban. Im Durham CDP liegt der Hauptcampus der University of New Hampshire.

## Lage
Der Ort liegt bei den Koordinaten 43° 8' 27.00" Nord und 70° 55' 31.04" West auf einer Höhe von 26 Metern über dem Meeresspiegel südwestlich von Dover am Oyster River. Die 7,98 km² große Fläche des Gebietes setzt sich zusammen aus 7,83 km² Land- und rund 0,14 km² Wasserfläche. Im Ort verlaufen die US-4, die hier die New Hampshire Route NH-108 kreuzt, sowie die NH-155A.